# Gongylocarpus fruticulosus
Gongylocarpus fruticulosus là một loài thực vật có hoa trong họ Anh thảo chiều. Loài này được (Benth.) Brandegee mô tả khoa học đầu tiên năm 1889.